# La Llanera Vengadora
La Llanera Vengadora fue una historieta mexicana protagonizada por la cantante y actriz Flor Silvestre. Fue publicada por Ediciones Latinoamericanas en las décadas de 1950 y 1960.